# Bento Rodrigues da Rosa
Bento Rodrigues da Rosa (Montenegro, 5 de abril de 1852 — Montenegro, 27 de novembro de 1926) foi um advogado, latinfudiário, agrimensor e político brasileiro. Foi pai de Otelo Rodrigues Rosa.
Foi presidente da Junta Municipal de Estrela de 7 de agosto de 1890 a 26 de fevereiro de 1891. Foi ele que, na sessão da de 15 de agosto de 1890, solicitou que o Rio Grande do Sul utilizasse a bandeira da  República  Rio-grandense de 1835 como bandeira estadual.
Foi o primeiro intendente de Lajeado e conselheiro municipal em Taquari.